# Большие Меретяки
Большие Меретяки — деревня в Тюлячинском районе Татарстана. Входит в состав Шадкинского сельского поселения.

## География
Находится в северо-западной части Татарстана на расстоянии приблизительно 17 км на юг по прямой от районного центра села Тюлячи у речки Нырса.

## История
Основана во времена Казанского ханства. В 1897 году была построена Троицкая церковь (не сохранилась).

## Население
Постоянных жителей было: в 1782 году- 91 душа мужского пола, в 1859—390, в 1897—516, в 1908—671, в 1920—794, в 1926—712, в 1938—524, в 1949—326, в 1958—363, в 1970—159, в 1979—104, в 1989 — 74, 53 в 2002 году (русские 45 %, татары (фактически кряшены) 47 %), 52 в 2010.